# Куаспуд
Куаспуд (исп. Cuaspud) — город и муниципалитет на юго-западе Колумбии, на территории департамента Нариньо. Входит в состав провинции Обандо.

## История
Поселение, из которого позднее вырос город, было основано касиком Себастьяном Гарсией Карлосамой (Картусамой) в 1600 году. Муниципалитет Куаспуд был выделен в отдельную административную единицу в 1911 году.

## Географическое положение

Муниципалитет Куаспуд

Город расположен в юго-восточной части департамента, в горной местности Центральной Кордильеры, на расстоянии приблизительно 59 километров к юго-западу от города Пасто, административного центра департамента. Абсолютная высота — 3027 метров над уровнем моря.
Муниципалитет Куаспуд граничит на западе с территорией муниципалитета Кумбаль, на севере — с муниципалитетом Гуачукаль, на северо-востоке — с муниципалитетом Альдана, на востоке — с муниципалитетом Ипьялес, на юге — с территорией Эквадора. Площадь муниципалитета составляет 52 км².

## Население
По данным Национального административного департамента статистики Колумбии, совокупная численность населения города и муниципалитета в 2015 году составляла 8592 человека.
Динамика численности населения муниципалитета по годам:
| 2005 | 2006 | 2007 | 2008 | 2009 | 2010 | 2011 | 2012 | 2013 | 2014 | 2015 |
| ---- | ---- | ---- | ---- | ---- | ---- | ---- | ---- | ---- | ---- | ---- |
| 8101 | 8146 | 8187 | 8250 | 8307 | 8348 | 8395 | 8447 | 8495 | 8546 | 8592 |

Согласно данным переписи 2005 года мужчины составляли 49 % от населения Куаспуда, женщины — соответственно 51 %. В расовом отношении индейцы составляли 87,4 % от населения города; белые и метисы — 22,6 %.
Уровень грамотности среди всего населения составлял 87,3 %.

## Экономика
Основу экономики Куаспуда составляет сельское хозяйство.
80,3 % от общего числа городских и муниципальных предприятий составляют предприятия торговой сферы, 13,2 % — предприятия сферы обслуживания, 6,6 % — промышленные предприятия.